# Past

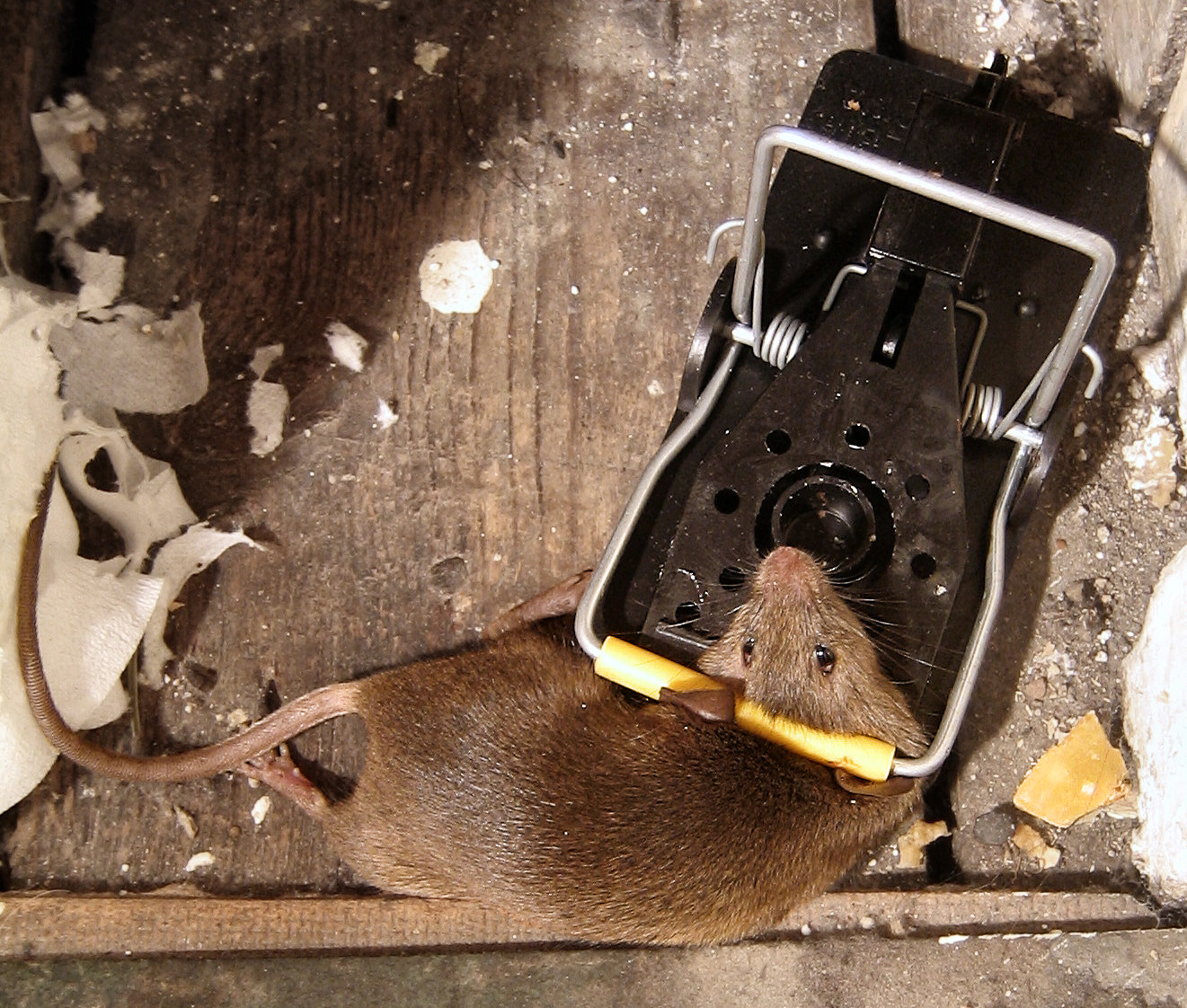
myš lapená v pasti

Past (léčka, nástraha apod.) je obecné označení pro technické zařízení, které je určeno k odchytu nebo lovu živočichů (včetně lidí) a z něhož nelze uniknout buď vůbec, nebo jen krajně obtížně. Fotografická past je automatizovaný fotoaparát.
V biologii se výraz používá k označení lapacího mechanismu masožravých rostlin. Výraz je také užíván ve fyzice, chemii aj. (iontová past, Penningova past, …).
Pasti na zvířata se užívají například při lovu drobných kožešinových zvířat (v českém prostředí v myslivosti). V dávných dobách byla do pastí lovena i velká zvířata. Pasti nastražené na člověka se užívají nejčastěji ve válkách a dalších ozbrojených konfliktech.

## Přenesený význam slova
Slovo se používá i v přeneseném významu k označení abstraktní i konkrétní entity, z níž není možné uniknout. V tomto případě je třeba vždy vycházet z kontextu příslušného sdělení. Příkladem může být v ekonomii past na likviditu nebo deflační past.
O člověku: „být v pasti“, „vlézt do pasti“ znamená být chycen, přichycen při něčem, upadnout do léčky; „strkat hlavu do pasti“ znamená vydávat se v nebezpečí.  

## Typy pastí k lovu zvěře
- lep
- oko (past)
- padací jáma
- pastička na myši
- sklopec
- železa (past)

## Odvozená slova
- Pasťák je slangový výraz pro polepšovnu.
- Lapák pro vězení.